# Doucette (papillon)
Apamea lithoxylaea
Espèce
La Doucette (Apamea lithoxylaea) est une espèce d'insectes lépidoptères (papillons) de la famille des Noctuidae.

## Répartition
Eurasiatique, en Asie, jusqu'à l'Altaï. Présent sur l'ensemble de la France métropolitaine.

## Habitats
Pelouses sèches, les prairies et parfois dans les jardins.